# 마다다요
마다다요(まあだだよ, Madadayo)는 일본에서 제작된 구로사와 아키라 감독의 1993년 드라마 영화이다. 마츠무라 타츠오 등이 주연으로 출연하였고 쿠로사와 히사오 등이 제작에 참여하였다.

## 출연

### 주연
- 마츠무라 타츠오
- 카가와 쿄코

### 조연
- 이가와 히사시
- 토코로 죠지
- 유이 마사유키
- 테라오 아키라
- 쿠사카 타케시
- 코바야시 아세이
- 요시오카 히데타카
- 즈시 요시타카
- 히라타 미츠루
- 오카모토 노부토
- 와타나베 테츠
- 마츠이 노리오
- 사사키 마사아키
- 나가사와 마사요시
- 아마다 마스오
- 노무라 코조
- 마키무라 센자부로
- 조 카츠미
- 반도 에이지
- 타니무라 마사히코
- 나카노 토시히코
- 나카지마 슈
- 키미히로 레이제이
- 사쿠라 킨조
- 주시 타카오

## 제작진
- 협력프로듀서: 이이즈미 세이키치
- 의상: 쿠로사와 카즈코